# Rašica, Velike Lašče
Rašica este o localitate din comuna Velike Lašče, Slovenia, cu o populație de 227 de locuitori.